# Edviges Sofia de Brandemburgo
Edviges Sofia de Brandemburgo  (14 de julho de 1623 – 16 de junho de 1683) foi a esposa de Guilherme VI, Conde de Hesse-Cassel.

## Família
Edviges era a terceira filha do príncipe-eleitor Jorge Guilherme de Brandemburgo e da condessa Isabel Carlota do Palatinado. Os seus avós paternos eram o príncipe-eleitor João Segismundo de Brandemburgo e a duquesa Ana da Prússia. Os seus avós maternos eram o príncipe-eleitor Frederico IV do Palatinado e a condessa Luísa Juliana de Orange-Nassau.

## Casamento e descendência
Edviges casou-se em 1649 com o conde Guilherme VI de Hesse-Cassel. Juntos tiveram sete filhos:
1. Carlota Amália de Hesse-Cassel (27 de Abril de 1650 - 27 de Março de 1714), casada com o rei Cristiano V da Dinamarca; com descendência.
2. Guilherme VII, Conde de Hesse-Cassel (21 de Junho de 1651 - 21 de Novembro de 1670), morreu aos dezanove anos; sem descendência.
3. Luísa de Hesse-Cassel (11 de Setembro de 1652 - 23 de Outubro de 1652), morreu com um mês de idade.
4. Carlos I, Conde de Hesse-Cassel (3 de Agosto de 1654 - 23 de Maio de 1730), casado com Maria Amália da Curlândia; com descendência.
5. Filipe, Conde de Hesse-Philippsthal (14 de Dezembro de 1655 - 18 de Junho de 1721), casado com Catarina de Solms-Laubach; com descendência.
6. Jorge de Hesse-Cassel (20 de Março de 1658 - 4 de Julho de 1675), morreu aos dezassete anos de idade; sem descendência.
7. Isabel Henriqueta de Hesse-Cassel (8 de Novembro de 1661 - 7 de Julho de 1683), casada com o rei Frederico I da Prússia; com descendência.

## Regência
Após a morte do seu marido em 1663, Edviges tornou-se regente do seu filho mais velho, Guilherme VII e, após a sua morte prematura, do seu segundo filho, Carlos I. Era a única chefe dos assuntos de governo, apesar de governar com a ajuda de um conselho de regência, presidindo às suas reuniões quase todos os dias. Durante o tempo em que governou também chefiou seis reuniões dos estados do Sacro Império Romano-Germânico e conseguiu manter-se quase totalmente neutra durante as disputas entre católicos e protestantes após a Guerra dos Trinta Anos. Não prescindiu da Regência até o seu filho completar vinte e três anos de idade, mesmo apesar dos decretos, leis e moedas serem divulgados com o seu nome desde que ele chegou aos dezoito anos, mas o conde parecia não se importar com o poder que a mãe tinha e, mesmo depois de abdicar da sua posição, continuou a ser a figura mais influente do estado. O seu terceiro filho, Filipe, tornou-se o primeiro conde de Hesse-Philippsthal.

## Genealogia
| Edviges Sofia de Brandemburgo | Pai: Jorge Guilherme de Brandemburgo | Avô paterno: João Segismundo de Brandemburgo | Bisavô paterno: Joaquim Frederico de Brandemburgo |
| Edviges Sofia de Brandemburgo | Pai: Jorge Guilherme de Brandemburgo | Avô paterno: João Segismundo de Brandemburgo | Bisavó paterna: Catarina de Brandemburgo-Küstrin  |
| Edviges Sofia de Brandemburgo | Pai: Jorge Guilherme de Brandemburgo | Avó paterna: Ana da Prússia                  | Bisavô paterno: Alberto Frederico da Prússia      |
| Edviges Sofia de Brandemburgo | Pai: Jorge Guilherme de Brandemburgo | Avó paterna: Ana da Prússia                  | Bisavó paterna: Maria Leonor de Cleves            |
| Edviges Sofia de Brandemburgo | Mãe: Isabel Carlota do Palatinado    | Avô materno: Frederico IV, Eleitor Palatino  | Bisavô materno: Luís VI do Palatinado             |
| Edviges Sofia de Brandemburgo | Mãe: Isabel Carlota do Palatinado    | Avô materno: Frederico IV, Eleitor Palatino  | Bisavó materna: Isabel de Hesse                   |
| Edviges Sofia de Brandemburgo | Mãe: Isabel Carlota do Palatinado    | Avó materna: Luísa Juliana de Orange-Nassau  | Bisavô materno: Guilherme I dos Países Baixos     |
| Edviges Sofia de Brandemburgo | Mãe: Isabel Carlota do Palatinado    | Avó materna: Luísa Juliana de Orange-Nassau  | Bisavó materna: Carlota de Bourbon                |